# Homalothecium caucasicum
Homalothecium caucasicum là một loài Rêu trong họ Brachytheciaceae. Loài này được (Limpr.) Paris mô tả khoa học đầu tiên năm 1896.